# Orczuchy
Orczuchy – wieś w Polsce położona w województwie łódzkim, w powiecie pajęczańskim, w gminie Nowa Brzeźnica. Miejscowość wchodzi w skład sołectwa Trzebca.
W latach 1975–1998 miejscowość administracyjnie należała do województwa częstochowskiego.